# NGC 1374

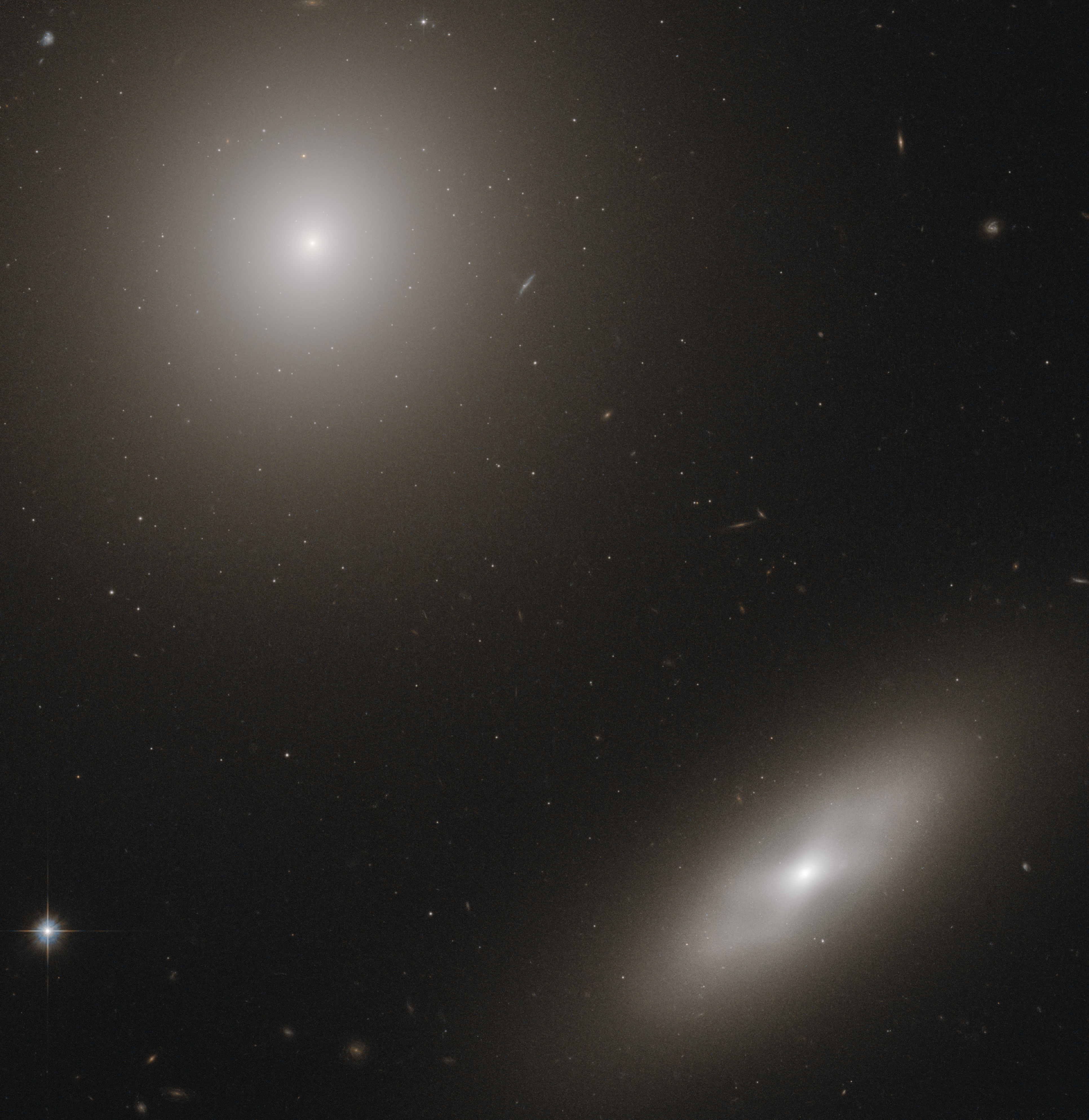
NGC 1374 (en haut à gauche) et NGC 1375 par le télescope spatial Hubble.

NGC 1374 est une galaxie elliptique située dans la constellation du Fourneau. NGC 1374 a été découverte par l'astronome britannique John Herschel en 1837.

## Caractéristiques

### Distance
Sa vitesse par rapport au fond diffus cosmologique est de 1 197 ± 7 km/s, ce qui correspond à une distance de Hubble de 17,7 ± 1,2 Mpc (∼57,7 millions d'al)
À ce jour, 37 mesures non basées sur le décalage vers le rouge (redshift) donnent une distance de 19,962 ± 5,541 Mpc (∼65,1 millions d'al), ce qui est à l'intérieur des valeurs de la distance de Hubble.

### Morphologie
NGC 1374 a été utilisée par Gérard de Vaucouleurs comme une galaxie de type morphologique E+0 dans son atlas des galaxies,.

## Groupe de NGC 1399 et l'amas du Fourneau
NGC 1374 fait partie du groupe de NGC 1399. Ce groupe fait partie de l'amas du Fourneau et il comprend au moins 42 galaxies, dont NGC 1326, NGC 1336, NGC 1339, NGC 1344 (=NGC 1340), NGC 1351, NGC 1366, NGC 1369, NGC 1373, NGC 1379, NGC 1387, NGC 1399, NGC 1406, NGC 1419, NGC 1425, NGC 1427, NGC 1428, NGC 1437 (=NGC 1436), NGC 1460, IC 1913 et IC 1919 . La désignation FCC 147 indique que NGC 1374 est un membre de l'amas du Fourneau dans le catalogue de Henry Ferguson,.